# Edoardo Colombo
Edoardo Colombo (sinh ngày 24 tháng 1 năm 2001) là một cầu thủ bóng đá chuyên nghiệp người San Marino hiện tại đang thi đấu ở vị trí thủ môn cho câu lạc bộ Forlì tại Serie D.

## Sự nghiệp thi đấu

### Juventus
Sinh ra ở Ravenna, Colombo bắt đầu sự nghiệp của mình tại học viện trẻ của câu lạc bộ Cesena. Vào năm 2017, Colombo chuyển đến Juventus và gia nhập đội trẻ của họ. Vào năm 2018 và 2019, Colombo được cho mượn tại Carpi và Torres 1903. Trong thời gian thi đấu cho Torres 1903, Colombo đã ra sân 25 trận.

#### Cho mượn tại Legnago Salus
Vào ngày 18 tháng 8 năm 2020, Colombo gia nhập Legnago Salus theo dạng cho mượn. Vào ngày 26 tháng 9 năm 2020, anh có trận ra mắt chuyên nghiệp cho câu lạc bộ trong trận hòa 2–2 trước Vis Pesaro.

### Fermana
Vào ngày 13 tháng 1 năm 2021, anh chuyển đến câu lạc bộ Fermana theo một bản hợp đồng lâu dài. Là sự lựa chọn thứ 2 trong khung gỗ sau Samuele Massolo, Colombo chơi trận đầu tiên và duy nhất cho Fermana vào ngày 2 tháng 5 năm 2021, đá chính trong trận gặp Legnago Salus, kết thúc với chiến thắng 3-1 cho Fermana.

### Arezzo
Vào ngày 30 tháng 7 năm 2021, Colombo gia nhập Arezzo, đội vừa xuống chơi tại Serie D. Sau đó, anh chơi trận đầu tiên cho đội bóng vào ngày 12 tháng 9, đá chính trong trận đấu với Foligno ở vòng sơ loại Coppa Italia Serie D. Ngay trước khi hiệp 1 kết thúc, Colombo đã cản phá một quả phạt đền từ tiền đạo Maurizio Peluso bên phía đối diện, người sau đó ghi bàn thắng bàn thắng duy nhất của trận đấu.

### Rimini
Vào ngày 19 tháng 7 năm 2023, Colombo ký hợp đồng một năm với câu lạc bộ Rimini.

### Forlì
Vào ngày 21 tháng 11 năm 2024, Colombo gia nhập câu lạc bộ Forlì tại Serie D.

## Sự nghiệp quốc tế
Sinh ra ở Ý, Colombo từng đại diện cho San Marino trên đấu trường quốc tế.
Vào ngày 17 tháng 11 năm 2018, anh có trận ra mắt cho U-19 San Marino, trong trận gặp Scotland. Anh đá chính nhưng không thể ngăn cản đội bóng nhận thất bại đậm đà 5–0.
Vào tháng 8 năm 2021, Colombo lần đầu tiên được gọi lên Đội tuyển bóng đá U-21 quốc gia San Marino, và ra mắt vào ngày 3 tháng 9, đá chính trong trận thua 6-0 trên sân nhà trước Đức.
Colombo ra mắt quốc tế cho San Marino trong trận giao hữu với Saint Kitts và Nevis vào ngày 21 tháng 3 năm 2024.

## Thống kê sự nghiệp

### Câu lạc bộ
Tính đến trận đấu diễn ra vào ngày 4 tháng 10 năm 2020
| Câu lạc bộ           | Mùa giải            | Giải đấu            | Giải đấu | Giải đấu | Cúp  | Cúp | Khác | Khác | Tổng cộng | Tổng cộng |
| Câu lạc bộ           | Mùa giải            | Hạng đấu            | Trận     | Bàn      | Trận | Bàn | Trận | Bàn  | Trận      | Bàn       |
| -------------------- | ------------------- | ------------------- | -------- | -------- | ---- | --- | ---- | ---- | --------- | --------- |
| Juventus             | 2019–20             | Serie A             | 0        | 0        | 0    | 0   | 0    | 0    | 0         | 0         |
| Juventus             | 2020–21             | Serie A             | 0        | 0        | 0    | 0   | 0    | 0    | 0         | 0         |
| Torres 1903 (mượn)   | 2019–20             | Serie D             | 25       | 0        | 0    | 0   | —    | —    | 25        | 0         |
| Legnago Salus (mượn) | 2020–21             | Serie C             | 1        | 0        | 0    | 0   | —    | —    | 1         | 0         |
| Tổng cộng sự nghiệp  | Tổng cộng sự nghiệp | Tổng cộng sự nghiệp | 26       | 0        | 0    | 0   | 0    | 0    | 26        | 0         |

### Quốc tế
Tính đến 24 tháng 3 năm 2024
| San Marino | San Marino | San Marino |
| Năm        | Trận       | Bàn        |
| ---------- | ---------- | ---------- |
| 2024       | 10         | 0          |
| Tổng cộng  | 10         | 0          |